# Audignon
 Audignon  es una población y comuna francesa, situada en la región de Aquitania, departamento de Landas, en el distrito de Mont-de-Marsan y cantón de Saint-Sever. Forma parte del Camino de Santiago, concretamente de la Via Lemovicensis.

## Demografía
| 337 | 333 | 289 | 294 | 318 | 328 |
| Para los censos de 1962 a 1999 la población legal corresponde a la población sin duplicidades (Fuente: INSEE [Consultar]) |     |     |     |     |     |